# Vanessa Kirby
Vanessa Nuala Kirby  (Wimbledon, 1988. április 18. –) BAFTA-díjas angol színésznő, modell.
Nemzetközi ismertségét a A Korona című drámasorozatban (2016-2017) Margaret hercegnő megformálásával szerezte, amiért elnyerte a Brit Film- és Televíziós Akadémia legjobb női mellékszereplőjének járó díját.
Szerepet vállalt a Halálos iramban: Hobbs & Shaw (2019) című akciófilmben és a Mission: Impossible-filmsorozatban (2018). A Pieces of a Woman (2020) című filmben nyújtott alakításáért elnyerte a legjobb színésznőnek járó Volpi-kupát, és a legjobb színésznőnek járó Oscar-díjra is jelölték. Később Jozefina francia császárnét alakította a Napóleon (2023) című történelmi drámában.

## Élete
A londoni Wimbledonban nevelkedett. Szülei Jane Cooper Kirby, a Country Living magazin egykori szerkesztője és Roger Kirby nyugdíjas sebész, a Royal Society of Medicine elnöke. Két testvére van: Joe (tanár), és Juliet (színházi közvetítő).
Miután a Lady Eleanor Holles Schoolba járt, és a London Academy of Music and Dramatic Art (LAMDA) visszautasította, Kirby egy év szünetet tartott, hogy utazhasson és egy dél-afrikai AIDS-központban dolgozzon. Ezután az Exeteri Egyetemen tanult angol szakot.

## Pályafutása
A 2020-as Velencei Nemzetközi Filmfesztiválon elnyerte a legjobb filmszínésznőnek járó Volpi-kupát, Mundruczó Kornél Pieces of a Woman című filmje főszerepében nyújtott alakításáért. A film pozitív kritikákat kapott, Kirby pedig általános elismerést szerzett a kritikusok körében.

### 2021-től napjainkig: Független filmek és blockbusterek

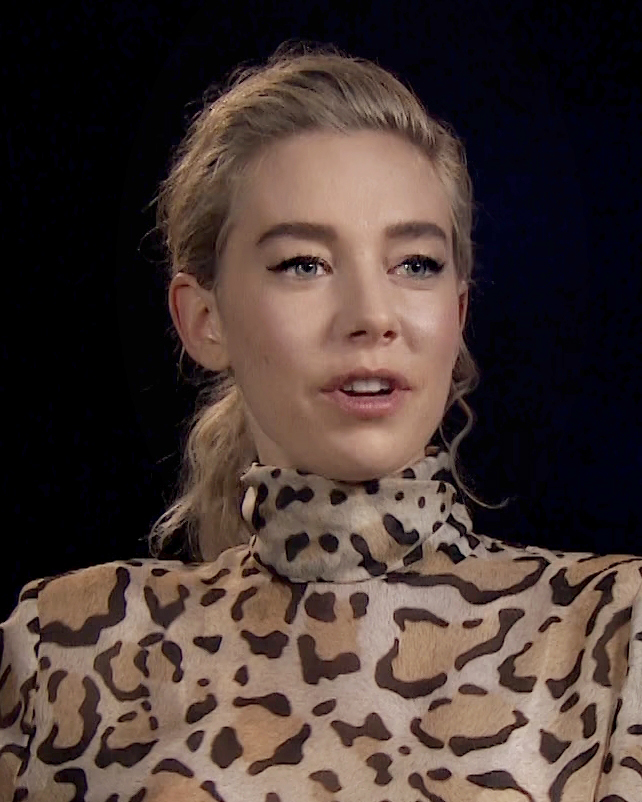
A Mission: Impossible – Utóhatás interjúján

2021-ben Kirby a húgával, Juliet-tel közösen alapította meg a londoni székhelyű Aluna Entertainment nevű produkciós céget, amely a Netflix-szel kötött first look szerződést. Ugyanebben az évben főszerepet játszott az Italian Studies című drámafilmben, amelynek világpremierje a Tribeca Filmfesztiválon volt. David Fear a Rolling Stone-tól azt írta: „Kirby egy teljesen nyers, gyanútlan, egó nélküli alakítást nyújt”.
2021 és 2023 között Kirby a True Spies podcast egyik házigazdája volt Hayley Atwell, Sophia Di Martino és Daisy Ridley mellett. Ezek a podcastok valódi kémekről szólnak, akik küldetéseket teljesítenek. Ezután 2022-ben Beth-t, a Hugh Jackman által alakított karakter második feleségét alakította A fiú sorsa című drámafilmben, amelyet saját és Christopher Hampton forgatókönyvéből Florian Zeller rendezett. Világpremierje a 79. Velencei Nemzetközi Filmfesztiválon volt, a kritikusok vegyes véleménye ellenére Jackman és Kirby alakítását dicsérték. Clayton Davis, a Variety munkatársa azt mondta: „Kirby mesterien kivitelezett alakításával újra kitalálja a színészet világát”.
Jodie Comert helyettesítette Joséphine de Beauharnais császárné, Bonaparte Napóleon első felesége szerepében a Napóleon (2023) című történelmi drámafilmben, amelyet Joaquin Phoenixszel a címszerepben Ridley Scott rendezett. Kirby újra eljátszotta Alanna Mitsopolis, alias a Fehér Özvegy szerepét a Mission: Impossible – Leszámolás (2023) és a Mission: Impossible – A végső leszámolás (2025) című filmekben. 2024 februárjában megkapta Sue Storm / Láthatatlan szerepét a Marvel-moziuniverzum A Fantasztikus 4-es: Első lépések című filmjében, amelyet 2025. júliusában mutattak be a mozikban, az MCU hatodik fázisának részeként.

## Magánélete
Kirby 2015 és 2019 között kapcsolatban volt Callum Turner angol színésszel. 2022 óta párkapcsolatban él Paul Rabil amerikai volt profi lacrosse-játékossal, a Premier Lacrosse League társalapítójával és elnökével.

## Filmográfia

### Film
| Év   | Magyar cím                               | Eredeti cím                                     | Szerep                                             | Magyar hang        | Rendező                 |
| ---- | ---------------------------------------- | ----------------------------------------------- | -------------------------------------------------- | ------------------ | ----------------------- |
| 2010 |                                          | Love/Loss                                       | Jane                                               |                    | Guy Daniels             |
| 2012 | Felfelé a lejtőn                         | The Rise                                        | Nicola                                             |                    | Rowan Athale            |
| 2013 | Halálos szerelem                         | Charlie Countryman                              | Felicity, légiutas-kísérő                          |                    | Fredrik Bond            |
| 2013 | Időről időre                             | About Time                                      | Joanna                                             | Nemes Takách Kata  | Richard Curtis          |
| 2014 | A királynőért és a hazáért               | Queen & Country                                 | Dawn Rohan                                         |                    | John Boorman            |
| 2014 |                                          | National Theatre Live: A Streetcar Named Desire | Stella Kowalski                                    |                    | Benedict Andrews        |
| 2014 | Nick Wickham                             | National Theatre Live: A Streetcar Named Desire | Stella Kowalski                                    |                    |                         |
| 2015 | Jupiter felemelkedése                    | Jupiter Ascending                               | Katharine Dunlevy                                  | Sipos Eszter Anna  | Lana és Lilly Wachowski |
| 2015 |                                          | Bone in the Throat                              | Sophie                                             |                    | Graham Henman           |
| 2015 | Everest                                  | Everest                                         | Sandy Hill                                         | Bogdányi Titanilla | Baltasar Kormákur       |
| 2016 | Géniusz                                  | Genius                                          | Zelda Fitzgerald                                   |                    | Michael Grandage        |
| 2016 | Kivégzési parancs                        | Kill Command                                    | Katherine Mills                                    | Vadász Bea         | Steven Gomez            |
| 2016 | Mielőtt megismertelek                    | Me Before You                                   | Alicia Dewares                                     | Sipos Eszter Anna  | Thea Sharrock           |
| 2018 | Mission: Impossible – Utóhatás           | Mission: Impossible – Fallout                   | Alanna Mitsopolis / Fehér Özvegy                   | Mórocz Adrienn     | Christopher McQuarrie   |
| 2019 | Mr. Jones                                | Mr. Jones                                       | Ada Brooks                                         | Bánfalvi Eszter    | Agnieszka Holland       |
| 2019 | Halálos iramban: Hobbs & Shaw            | Fast & Furious: Hobbs & Shaw                    | Hattie Shaw                                        | Bánfalvi Eszter    | David Leitch            |
| 2020 | Pieces of a Woman                        | Pieces of a Woman                               | Martha Weiss                                       | Bánfalvi Eszter    | Mundruczó Kornél        |
| 2020 | Eljövendő világ                          | The World to Come                               | Tallie                                             | Bánfalvi Eszter    | Mona Fastvold           |
| 2021 |                                          | Italian Studies                                 | Alina Reynolds                                     |                    | Adam Leon               |
| 2022 | A fiú sorsa                              | The Son                                         | Beth                                               | Kovács Patrícia    | Florian Zeller          |
| 2023 | Mission: Impossible – Leszámolás         | Mission: Impossible – Dead Reckoning            | Alanna Mitsopolis / Fehér Özvegy                   | Mórocz Adrienn     | Christopher McQuarrie   |
| 2023 | Napóleon                                 | Napoleon                                        | Joséphine de Beauharnais                           | Balsai Móni        | Ridley Scott            |
| 2025 | Mission: Impossible – A végső leszámolás | Mission: Impossible – The Final Reckoning       | Alanna Mitsopolis / Fehér Özvegy (archív felvétel) | Mórocz Adrienn     | Christopher McQuarrie   |
| 2025 | A Fantasztikus 4-es: Első lépések        | The Fantastic Four: First Steps                 | Sue Storm / Láthatatlan                            | Bánfalvi Eszter    | Matt Shakman            |
| 2025 | Mindig eljön az éj                       | Night Always Comes                              | Lynette                                            | Bánfalvi Eszter    | Benjamin Caron          |
| 2026 | Bosszúállók: Ítéletnap                   | Avengers: Doomsday                              | Sue Storm / Láthatatlan                            | Bánfalvi Eszter    | Anthony és Joe LaRusso  |

Rövidfilmek
- 2012 – Nora – fiatal nő
- 2014 – The Exchange – nő
- 2014 – Insomniacs – Jade
- 2014 – Off the Page: Devil in the Details – Jessica

### Televízió
| Év              | Magyar cím              | Eredeti cím                 | Szerep             | Megjegyzések                                                                                   |
| --------------- | ----------------------- | --------------------------- | ------------------ | ---------------------------------------------------------------------------------------------- |
| 2011            |                         | The Hour                    | Ruth Elms          | 3 epizód                                                                                       |
| 2011            | Szép remények           | Great Expectations          | Estella Havisham   | minisorozat (3 epizód)                                                                         |
| 2012            |                         | Labyrinth                   | Alice Tanner       | minisorozat (2 epizód)                                                                         |
| 2013            | Agatha Christie: Poirot | Agatha Christie's Poirot    | Celia Ravenscroft  | 1 epizód                                                                                       |
| 2015            | Az öltöztető            | The Dresser                 | Irene              | - tévéfilm - magyar hangja: - Andrusko Marcella                                                |
| 2015            |                         | The Frankenstein Chronicles | Lady Jemima Hervey | főszereplő (7 epizód)                                                                          |
| 2016–2017, 2022 | A Korona                | The Crown                   | Margaret hercegnő  | - főszereplő (1–2. évad) - vendégszereplő (5. évad) - 18 epizód - magyar hangja: - Pápai Erika |